# Planobius aletes
Planobius aletes är en mångfotingart som beskrevs av Chamberlin och Wang 1952. Planobius aletes ingår i släktet Planobius och familjen stenkrypare. Inga underarter finns listade i Catalogue of Life.